# Jules Pire
Pour les articles homonymes, voir Pire.
 (avril 2015).
Jules Joseph Pire, né à Hannut le 29 mars 1878 et mort à Bruxelles le 29 janvier 1953 , était un lieutenant-général de l'armée belge. À partir de janvier 1944, il commande l'Armée secrète.
Son nom de guerre est Pygmalion.

## Carrière militaire
Jules Pire s’engage comme volontaire de carrière au 8e régiment de Ligne, le 9 novembre 1897. Il est nommé caporal le 20 décembre 1897. L’année suivante, il est admis à l’École militaire avec la 49e promotion infanterie-cavalerie ; à l’issue de ses études, le sous-lieutenant Pire rejoint le 11e de Ligne; il y restera pendant plus de six ans jusqu’à son admission, le 28 août 1907, à l’École de Guerre d’où il sortira adjoint d’état-major (A.EM.). Nommé lieutenant le 8 octobre 1908,  il effectue des stages dans différentes unités d’artillerie et de cavalerie avant d’être, le 29 janvier 1914, désigné pour l’état-major de la 3e brigade mixte; deux mois plus tard, il est nommé capitaine en second. 
Il sert donc à l’état-major de la 3e brigade mixte pendant les premiers mois de la guerre; le 10 janvier 1915, il rejoint le 5e de Ligne pour y exercer les fonctions d’adjudant-major. Le 30 avril 1915, il est nommé capitaine-commandant. Le 26 septembre 1918, il est commissionné au grade de major et prend le commandement du IIe bataillon du 23e régiment de Ligne qu’il va conduire pendant l’offensive finale.
Il va, pendant la période d’entre-deux-guerres, occuper différentes fonctions à la 1re Division d’Armée et au 4e de Ligne où il est nommé lieutenant-colonel le 25 novembre 1926. Puis au 2e de Ligne, comme chef de corps et colonel le 16 juin 1929. Général-major le 26 décembre 1934, il dirige la 5e Division d’infanterie à Mons. Le couronnement de sa carrière est de commander le corps des Chasseurs ardennais du 26 septembre 1936 au 1er avril 1939, comme lieutenant-général. Ensuite, il est mis à la retraite.
Quelques mois plus tard, lors de la mobilisation de septembre 1939, le lieutenant-général Pire reprend volontairement du service pour assumer le commandement de la 10e Division d’infanterie composée de Chasseurs à pied. Il la conduira comme dit le texte de sa citation à l’ordre du jour de l’armée : « en brave soldat et en adroit manœuvrier ».
Jules Pire a 63 ans au moment où, en 1941, s’organise la Légion belge; le commandement en est confié à un Directoire composé d’un colonel, un capitaine-commandant et deux lieutenant de réserve. Le lieutenant-général Pire, homme modeste, pour qui seul compte servir, accepte le plus naturellement du monde d’être sous leurs ordres; il devient responsable de la région wallonne (Zone III). Début 1944, après l’arrestation du colonel B.E.M. Jules Bastin et l’évasion vers la Grande-Bretagne de son successeur le colonel B.E.M. Ivan Gérard, Jules Pire est nommé commandant de l’Armée de Belgique qui, quelques mois plus tard, deviendra l’Armée secrète. Il va la conduire pendant les quelque trois mois de l’action clandestine déclenchée par Londres le 8 juin 1944 et exécutera, le moment venu, la démobilisation ordonnée par le gouvernement belge. Puis, à 66 ans, il rejoindra sa retraite dans le silence.
Le lieutenant-général Pire mourra le 29 janvier 1953. Citons, pour terminer, Henri Bernard : « Sur son lit de mort, le grand chef fut promu par le roi, Grand Cordon de l’Ordre de Léopold ; il est le seul belge qui reçut, pour faits de guerre, la plus haute distinction nationale au cours du second conflit mondial ». 

## Décorations
- Grand cordon de l'Ordre de Léopold à titre posthume;
- Grand-croix de l'Ordre de la Couronne avec palme;
- Grand-croix de l'Ordre de Léopold II avec palme;
- Croix de guerre belge 1914-1918 avec palme et extra palme ;
- Huit chevrons de front et un chevron de blessure;
- Médaille de l'Yser,
- Croix du Feu,
- Médaille commémorative de la guerre 1914-1918 ;
- Médaille interalliée de la victoire ;
- Médaille commémorative du centenaire de l'indépendance nationale ;
- Croix Militaire de 1re classe ;
- Croix de guerre 1940-1945 belge avec palme ;
- Médaille de la résistance armée 1940-1945,
- Military Cross (Royaume-Uni) ;
- Order of the Bath (Royaume-Uni) ;
- Croix de guerre 1939-1945 avec 1 palme (France) ;
- Commandeur de l'Ordre national de la Légion d'honneur (France) ;
- Commandeur Legion of Merit  (USA);

## Postérité
La ville de Hannut et la commune de Woluwe-Saint-Pierre ont honoré sa mémoire en lui attribuant une voirie :
- Hannut : avenue Lieutenant-Général Pire, située dans le même quartier que l'hôtel de ville.
- Woluwe-Saint-Pierre : avenue Lieutenant-Général Pire située dans le quartier de Stockel[1].